# Fluidní kotel

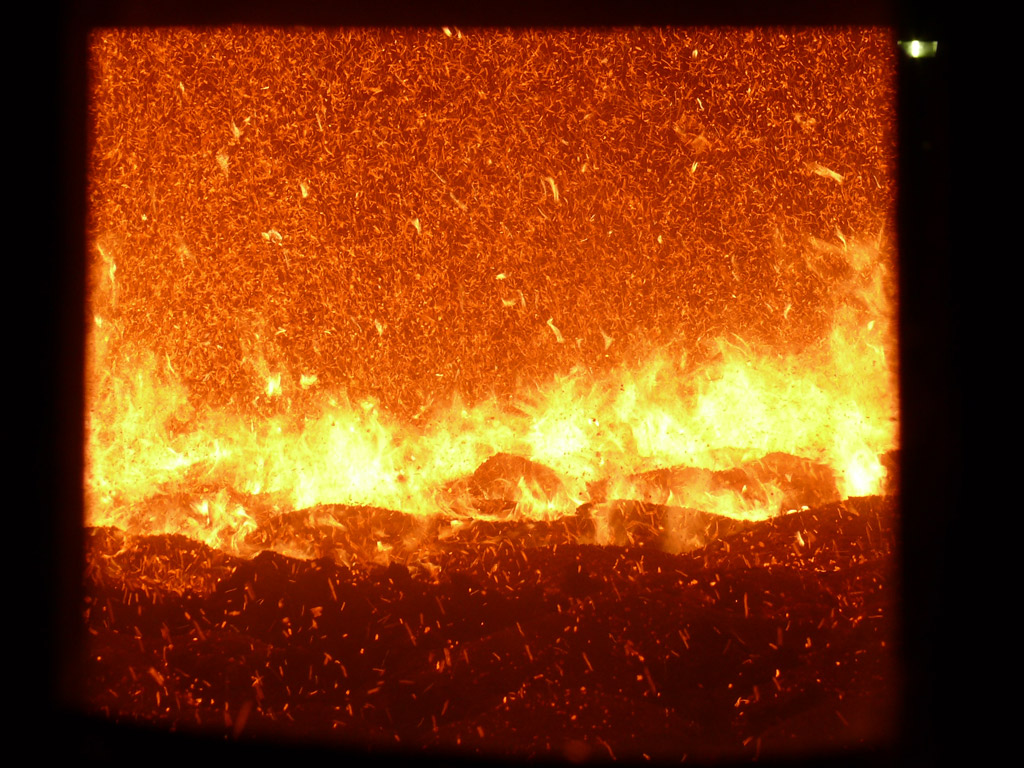
Pohled ke dnu kotle

Fluidní kotel (z lat. fluidus, tekutý) je zařízení pro fluidní spalování zejména práškového uhlí, které se chová jako tekutina. Pro vysokou účinnost i další výhody se užívá ve všech větších teplárnách a elektrárnách.

## Princip
Jemně rozemleté uhlí (případně i jiné látky) smíšené se vzduchem nabývá nad fluidním roštem vlastností tekutin. Práškové uhlí má daleko větší povrch než stejný objem kusového uhlí, takže rychle a stejnoměrně shoří na jemný popel, vhodnou regulací teploty lze dosáhnout snížení nežádoucích zplodin, zejména NOx. Protože vlastní hoření probíhá téměř okamžitě, dá se fluidní kotel dobře regulovat, a do směsi lze přidávat i další práškové látky, které na sebe vážou například oxid siřičitý. Fluidní kotel dosahuje vysoké účinnosti, je to však zařízení poměrně složité, které se musí ze studeného stavu při najíždění postupně ohřívat až na provozní teplotu 850 °C, nikdy však víc než 900 °C. Při spalování uhlí je zpravidla před kotlem instalováno několik uhelných mlýnů a zrnitost na vstupu do kotle se pohybuje mezi 100 až 1000 µm. Při zacházení s uhelným prachem jsou potom třeba různá opatření, aby nedocházelo k samovznícení, k explozi prachu a podobně. Proto se postup používá ve středních a větších energetických provozech, kde se ale dnes tímto způsobem vyrábí asi 50 % světové elektrické energie.
Princip fluidního spalování byl poprvé vyzkoušen v USA začátkem 20. století (Milwaukee 1918) a byl výjimečně zkoušen i u parních lokomotiv a lodí.